# Kenney Jones
Kenneth Thomas (Stepney, Londres, 16 de setembro de 1948), mais conhecido como Kenney Jones  é um veterano baterista britânico mais conhecido por seu trabalho com as bandas Small Faces (1965 a 1969), The Faces (1969 a 1975) e The Who (1979 a 1988).

## Biografia
Jones fez parte da formação original do Small Faces. Depois da saída do vocalista/guitarrista Steve Marriott em 1969, o grupo recrutou o cantor Rod Stewart e o guitarrista Ron Wood (ambos ex-integrantes do Jeff Beck Group), e mudaram o nome da banda para The Faces. Jones permaneceu com o grupo até sua dissolução em 1975, gravando com eles seis discos.
Em 1979 Jones entrou para o The Who, substituindo Keith Moon.
Depois de deixar o Who, Jones formou uma parceria no princípio dos anos 1990 com Paul Rodgers, ex-vocalista da Bad Company, montando uma banda chamada The Law.
Jones também tocou em várias sessões de gravação, incluindo aparições em discos dos Rolling Stones, Andy Fairweather Low, Joan Armatrading, Marsha Hunt, Mike Batt, Pete Townshend, Chuck Berry, Jerry Lee Lewis, David Essex, John Lodge e os Wings.
À parte sua carreira de baterista, Jones é um fã apaixonado de pólo. É dono do Hurtwood Park Polo Club, em Ewhurst, Surrey.
Para manter o nome dos Small Faces e em memória de seus falecidos colegas Steve Marriott e Ronnie Lane, Jones montou uma fundação para crianças carentes, The Small Faces Charitable Trust, em 1999.